# La Selva del Camp
La Selva del Camp település Spanyolországban, Tarragona tartományban. La Selva del Camp Alcover, Perafort, Almoster, El Morell, Constantí, Vilallonga del Camp, L'Albiol, Reus és L'Aleixar községekkel határos. Lakosainak száma 5819 fő (2024).

## Népesség
A település népessége az elmúlt években az alábbi módon változott:
| Lakosok száma | 1605 | 3280 | 2903 | 2695 | 3351 | 4628 | 5376 | 5598 | 5652 | 5819 |
|               | 1717 | 1887 | 1936 | 1960 | 1986 | 2004 | 2009 | 2014 | 2019 | 2024 |